# Questenbergpalais

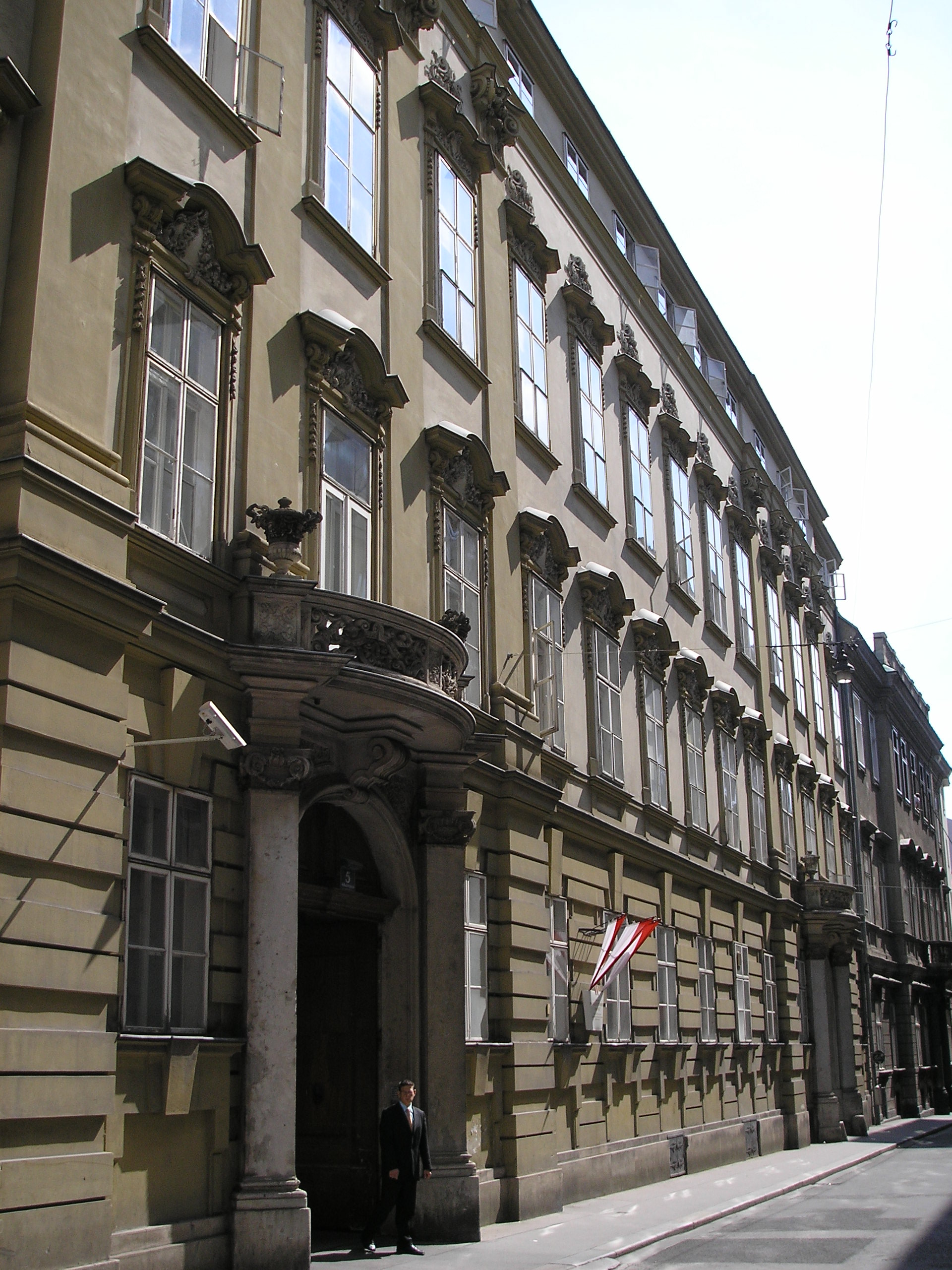
Palais Questenberg-Kaunitz im Jahr 2006

Das Questenbergpalais oder auch Palais Questenberg-Kaunitz ist ein bedeutendes hochbarockes Palais in der Wiener Inneren Stadt (1. Bezirk), Johannesgasse 5–5a (Konskriptionsnummer 971). Es handelt sich um ein Denkmalgeschütztes Objekt (Wien-Innere Stadt mit der ID 38500).
Das Palais wurde vom Staat nach 1810 für die Nutzung durch die Allgemeine Hofkammer angekauft. Es war später Sitz des Reichsfinanzministeriums und der Verwaltung für Bosnien und Herzegowina. Es ist heute Sitz des Bundesministeriums für Finanzen.

## Geschichte

### Vorgängergebäude
Im frühen 17. Jahrhundert befanden sich an der Stelle des heutigen Palais zwei Bürgerhäuser (Haus A und B), die durch ein kleines Gässchen voneinander getrennt waren, wie noch auf dem Plan von Daniel Suttinger (1684) angedeutet ist.
Die erste urkundliche Erwähnung des größeren Hauses A stammt aus dem Jahr von 1379, wo es als Brandstätte erwähnt wird. 1395 war es im Besitz von "Meister Michael, Maurer von der Neuenstat". Es handelt sich dabei wohl um Michael Knab (auch Weinwurm), der u. a. die ehemalige Wasserburg in Laxenburg (Niederösterreich, das heutige Alte Schloss) erbaute. Ab 1441 war es im Besitz von Jörg Kuenringer, der 1460 Landmarschall von Österreich war. Die direkt nachfolgenden Besitzer sind nicht bekannt, da hier ein Freihaus stand. Freihäuser wurden nicht in den Grundbüchern verzeichnet, daher gibt es bis zur Einführung der Hofquartierbücher eine Lücke. Zwischen 1563 und 1566 war das Gebäude im Besitz des Georg Teufel Freiherr von Guntersdorf. Es wurde 1628 vom Freiherrn Gerhard von Questenberg, langjährigem Präsidenten des Hofkriegsrates, erworben, der es einem Michael Zeller abkaufte.
Im Jahr 1433 wird Haus B erstmals urkundlich genannt. In der Mitte des 15. Jahrhunderts gehörte es der Familie Eyczinger. Ab 1696 wird Graf Johann Adam von Questenberg als Besitzer im Grundbuch genannt.

### Das Questenbergpalais

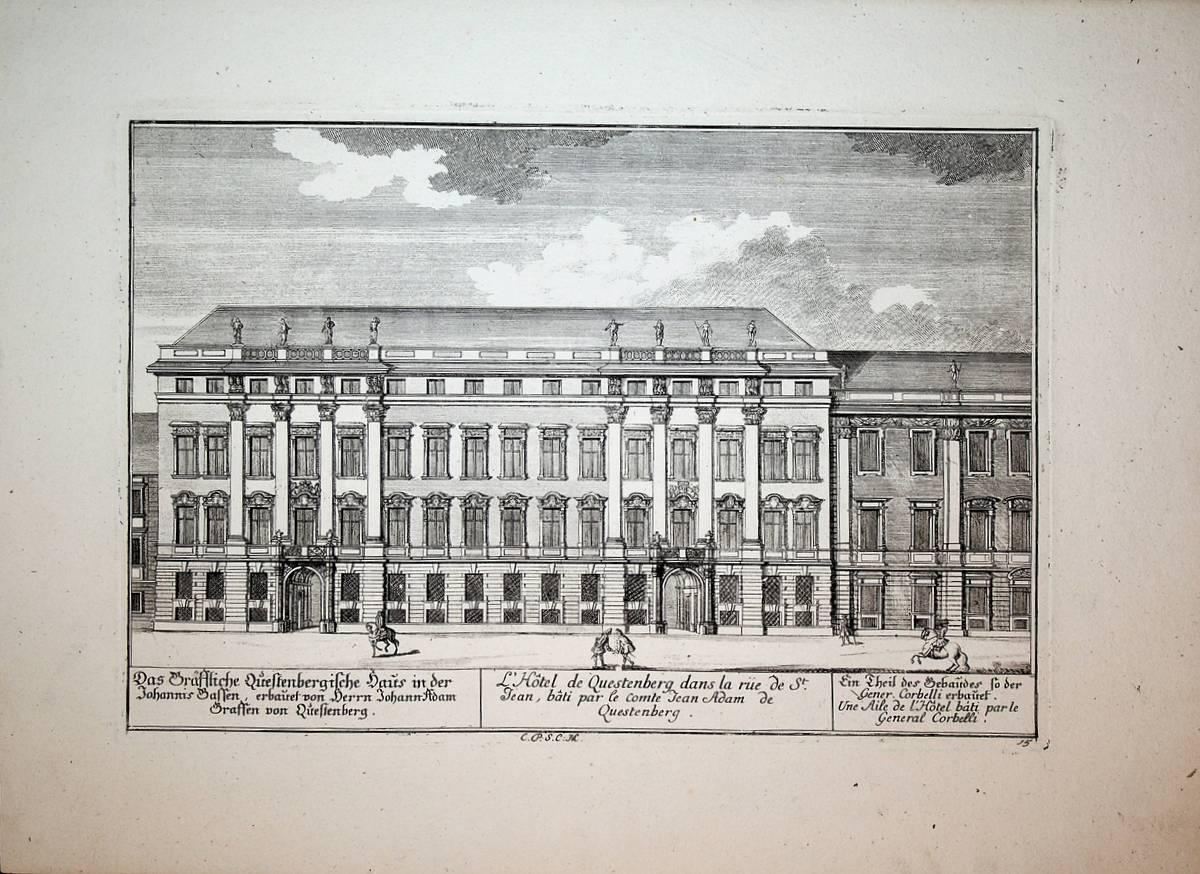
Questenbergisches Haus nach Johann Adam Delsenbach um 1720

An der Stelle der beiden alten Häuser (laut Czeike handelte es sich sogar um insgesamt drei Häuser) ließ Johann Adam von Questenberg (1678–1752) das heutige Palais errichten. 
Das Palais wurde jedenfalls in drei Etappen erbaut. 
- Die Adaptierung des Vorgängerbaus (Haus A) erfolgte wohl bereits 1689–1693 durch Christian Alexander Oedtl und Georg Pawanger.[4]
- Am 30. Juli 1701 beantragte Questenberg, die Fassade des Neubaus um einen Schuh in die Johannesgasse rücken zu dürfen, um damit eine „verstörckhung der forderen Mauer auf die Gassen“ zu erreichen. Der Baubeginn selbst kann deshalb nicht vor 1701 datiert werden. Die Bauten östlich des Innenhofs und die einheitliche Fassadierung wurden 1703 fertiggestellt. Der dafür verantwortliche Architekt ist urkundlich nicht nachgewiesen. Es wurden Domenico Egidio Rossi und Johann Bernhard Fischer von Erlach angenommen, doch sind beide Namen aus historischen oder künstlerischen Gründen auszuschließen.[6] Auch die Vermutung, dass Johann Lucas von Hildebrandt zumindest beteiligt gewesen sein könnte, wird von Historikern angezweifelt.[7]
- Die Erweiterung westlich des Innenhofs erfolgte 1718–1724 durch Franz Jänggl.[4]

Das Palais hat eine breit gelagerte Hauptfassade mit einem Mittelrisaliten und zwei seichten Seitenrisaliten. Oberhalb der gebänderten Sockelzone sind die Portalachsen mit Riesenpilastern versehen. Zwei korbbogige Stabportale mit seitlichen ionischen Pfeilern, Volutenschlussstein und konvexem Balkon gliedern die Fassade. In dem dreischiffigen Vestibül finden sich toskanische Säulen und auch bemerkenswerte Stuckaturen des Santino Bussi, im Treppenhaus befindet sich eine barocke Nischenplastik von Bussi (ca. 1705). Die Deckenfresken des Bibliothekssaals stammen von ca. 1716 und werden Marcantonio Chiarini und Gaetano Fanti zugeschrieben.
Im vermieteten Palais wohnte Louis François Armand de Vignerot, Herzog von Richelieu in der Zeit von November 1725 bis zum Mai 1728. Er war dank der Protektion der Marquise de Prie außerordentlicher Botschafter Frankreichs in Wien. 
1755 erbte Dominik Andreas von Kaunitz, Neffe der zweiten Frau Questenburgs, das Palais. 

### Kauf durch den Staat
Am 22. Juli 1815 (nach anderen Angaben auch schon 1810) wurde das Gebäude vom Staat für die Nutzung durch die Allgemeine Hofkammer gekauft. Später wurde das Palais Sitz des K.u.k. Finanzministeriums und diente der Zentralstelle für die Verwaltung Bosnien und Herzegowinas.
1891 wurde die schadhafte Decke in den gassenseitig gelegenen Räumen des zweiten Stockwerks durch eine Eisenkonstruktion mit Wellblechen gestützt. 1920 übernahm das Bundesministerium für Finanzen die Liegenschaft.
Das Gebäude wurde durch einen Brand am 11. April 1945 schwer beschädigt. Zwei Stockwerke des westlichen Seitenflügels brannten aus, wobei auch der prachtvolle Spiegelsaal zerstört wurde und mit ihm die dortigen Fresken Fantis und Antonio Galli-Bibienas.
Das Palais ist mit dem Finanzministerium in der Himmelpfortgasse (Winterpalais des Prinzen Eugen) durch einen Hof verbunden. Die dortigen, auf Konsolen liegenden, verglasten Verbindungstrakte wurden erst im 20. Jahrhundert angebaut.

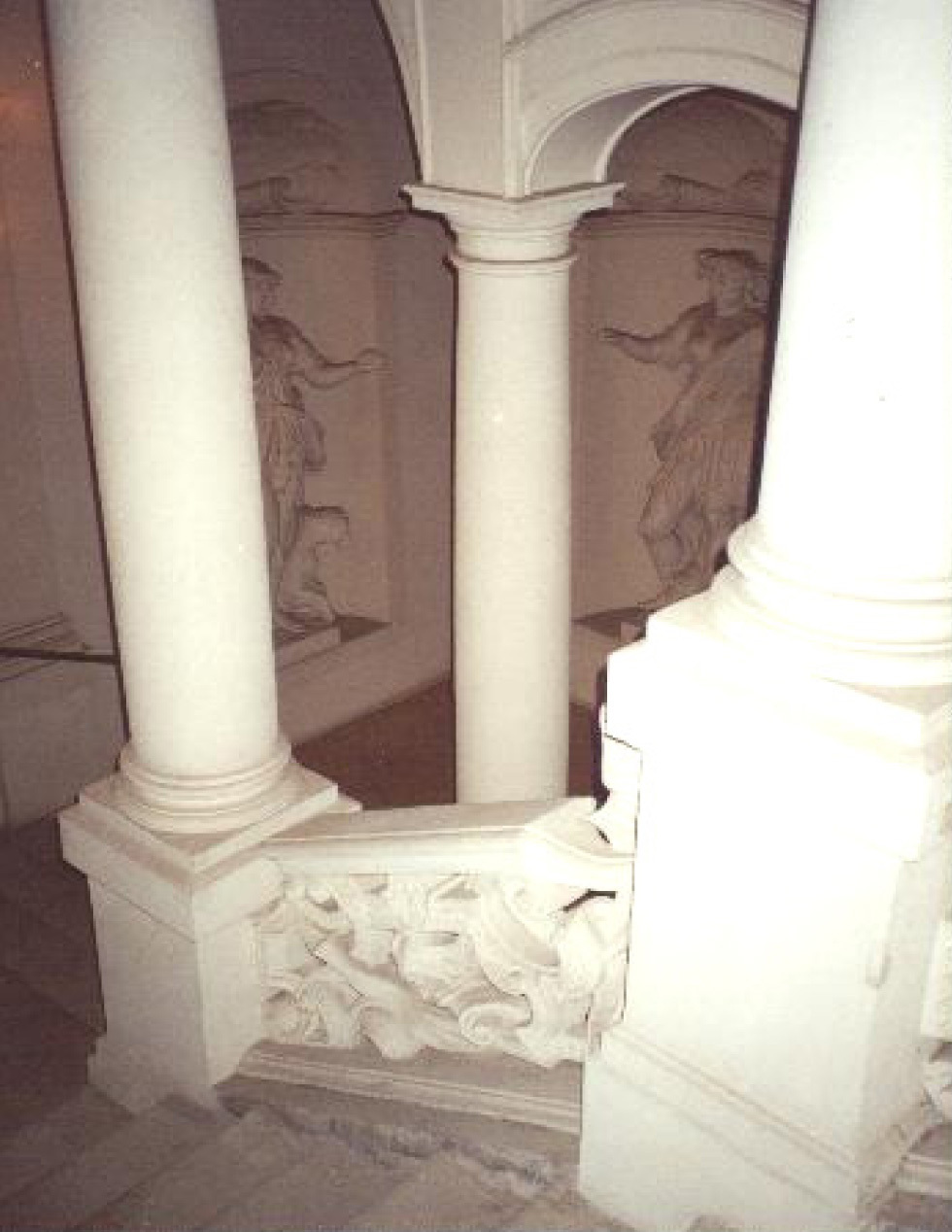
Palais Questenberg-Kaunitz, Treppenhaus mit Kaisersteinstufen

## Heutiger Zustand
Heute bildet das Palais Questenberg-Kaunitz zusammen mit dem Winterpalais des Prinzen Eugen in der Himmelpfortgasse 8 und dem Nachbarhaus in der Himmelpfortgasse 6 (Bürgerspitalbad) ein Objekt, in dem das Bundesministerium für Finanzen untergebracht ist. Das Gebäude ist durch einen Hof mit dem Winterpalais verbunden und umfasst eine Gesamtgrundfläche von 2230 Quadratmetern. Seit der 2007 begonnenen Generalsanierung des Winterpalais des Prinzen Eugen ist das Questenbergpalais postalisch der Hauptsitz des Bundesministeriums für Finanzen.
Ende 2012 wurde die Generalsanierung abgeschlossen. Das Innere hat seine elegante Ausstattung zum Teil bewahrt, so das Stiegenhaus mit den durchbrochenen Steinbalustraden und Stuckwerk von Santino Bussi sowie im ehemaligen Bibliotheksaal die Scheinarchitekturen von Gaetano Fanti und ein Deckenfresko von Marcantonio Chiarini.

## Links
- Questenbergpalais. In: burgen-austria.com. Martin Hammerl, abgerufen am 13. April 2025.
- Questenbergpalais im Wien Geschichte Wiki der Stadt Wien